# Inger Jørgensen
Inger Jørgensen (ur. 30 października 1930 w Asker) – norweska narciarka alpejska, uczestniczka zimowych igrzysk olimpijskich 1956 rozgrywanych w Cortina d’Ampezzo. Młodsza siostra Dagny Jørgensen.

## Osiągnięcia

### Igrzyska olimpijskie
| Miejsce | Dzień       | Rok  | Miejscowość       | Konkurencja   | Czas biegu  | Strata   | Zwyciężczyni      |
| ------- | ----------- | ---- | ----------------- | ------------- | ----------- | -------- | ----------------- |
| 24.     | 27 stycznia | 1956 | Cortina d’Ampezzo | Slalom gigant | 2:04.4 min. | + 7.9 s. | Rosa Reichert     |
| 13.     | 30 stycznia | 1956 | Cortina d’Ampezzo | Slalom        | 2:02.3 min. | +10.0 s. | Renée Colliard    |
| 26.     | 1 lutego    | 1956 | Cortina d’Ampezzo | Zjazd         | 1:54.3 min. | +13.6 s. | Madeleine Berthod |